# Кендрон (Элида)
Ке́ндрон (греч. Κέντρον) — село в Греции. Административно относится к общине Илида в периферийной единице Элида в периферии Западная Греция. Расположено на высоте 90 м над уровнем моря, на северо-западе полуострова Пелопоннес, на правом берегу реки Пиньос, у плотины водохранилища Пиньос. Население 462 человека по переписи 2011 года. Площадь 3,253 км².

## Население
| Год  | Население, человек |
| ---- | ------------------ |
| 1991 | 443                |
| 2001 | 479                |
| 2011 | ↘ 462              |